# Selaginella balfourii
Selaginella balfourii är en mosslummerväxtart som beskrevs av Bak.. Selaginella balfourii ingår i släktet mosslumrar, och familjen mosslummerväxter. Inga underarter finns listade i Catalogue of Life.